# First Division (Zypern) 1940/41
Die First Division 1940/41 war die siebte Spielzeit der höchsten zyprischen Spielklasse im Männerfußball.
Meister wurde AEL Limassol.

## Modus
Nach dem Rückzug von Pezoporikos Larnaka wurde die Saison mit fünf Mannschaften durchgeführt. Diese spielten aufgeteilt in einer Hin- und einer Rückrunde jeweils zweimal gegeneinander. Da zwei Teams an der Tabellenspitze punktgleich waren, wurde der Meister in zwei Entscheidungsspielen ermittelt.

## Vereine
| Verein             | Stadt    |
| ------------------ | -------- |
| EPA Larnaka        | Larnaka  |
| AEL Limassol       | Limassol |
| APOEL Nikosia      | Nikosia  |
| Lefkoşa Türk SK    | Nikosia  |
| Olympiakos Nikosia | Nikosia  |

## Abschlusstabelle
| Pl. | Verein             | Sp. | S | U | N | Tore    | Quote | Punkte |
| --- | ------------------ | --- | - | - | - | ------- | ----- | ------ |
| 1.  | AEL Limassol (P)   | 7   | 6 | 0 | 1 | 043:110 | 3,91  | 12:20  |
| 2.  | APOEL Nikosia (M)  | 7   | 6 | 0 | 1 | 041:800 | 5,13  | 12:20  |
| 3.  | EPA Larnaka        | 7   | 2 | 0 | 5 | 017:260 | 0,65  | 04:10  |
| 4.  | Olympiakos Nikosia | 7   | 2 | 0 | 5 | 016:500 | 0,32  | 04:10  |
| 5.  | Lefkoşa Türk SK    | 4   | 0 | 0 | 4 | 004:260 | 0,15  | 0:80   |

Platzierungskriterien: 1. Punkte – 2. Torquotient
| (M) | amtierender zyprischer Meister     |
| (P) | amtierender zyprischer Pokalsieger |

## Kreuztabelle
| 1940/41            | AEL | APOEL Nikosia | EPA  | Olympiakos Nikosia | LTS  |
| AEL Limassol       |     | 2:0           | 2:1  | 12:4               | 13:0 |
| APOEL Nikosia      | 3:2 |               | 10:0 | 10:1               | 1    |
| EPA Larnaka        | 1:4 | 2:5           |      | 7:1                | 4:1  |
| Olympiakos Nikosia | 2:8 | 1:8           | 3:2  |                    | 1    |
| Lefkoşa Türk SK    | 1   | 0:5           | 1    | 3:4                |      |

## Play-offs
Der Meister wurde zwischen den beiden punktgleichen Teams in zwei Entscheidungsspiele ermittelt.
|               | Gesamt |              | Hinspiel | Rückspiel |
| ------------- | ------ | ------------ | -------- | --------- |
| APOEL Nikosia | 2:5    | AEL Limassol | 1:2      | 1:3       |